# クルードバスター
『クルードバスター』（Crude Buster）は、1990年3月に日本のデータイーストから稼働されたアーケード用横スクロールアクションゲーム。日本国外版のタイトルは『Two Crude』となっている。
主人公の「クルードバスター」を操作し、核爆発後のニューヨークを支配した暴力組織「BIG VALLEY」を抹殺するのを目的としている。ステージ上にある様々な物や敵キャラクターを掴んで投げる事が可能な点を特徴としている。
開発はデータイーストが行い、プロデューサーは後にアーケードゲーム『ダンクドリーム』（1994年）を手掛けた堀田巌、ゲーム・デザインは後にメガドライブ用ソフト『チェルノブ』（1992年）を手掛けた大谷明、音楽はアーケードゲーム『空牙』（1989年）や『ミッドナイトレジスタンス』（1989年）を手掛けた原あづさ、吉田博昭、木内達也が担当している。
1992年にメガドライブに移植され、北アメリカおよびヨーロッパでは『Two Crude Dudes』のタイトルで発売された。メガドライブ版は2010年にWindows用ソフトとしてプロジェクトEGGにて配信された。アーケード版は後に、北アメリカのみで発売されたWii用ソフト『Data East Arcade Classics』（2010年）に収録された他、2018年には北アメリカおよびヨーロッパにてNintendo Switch用ソフトとして配信された。

## ゲーム内容
ステージ上の敵をパンチ、キック、ジャンプを使用して倒していく横スクロール型の格闘アクションゲーム。
本作の特徴としては、ステージ上に置いてある様々なものを掴んで投げることで敵に攻撃できる点にある。掴めるものはバケツ、看板、ドラム缶、電柱、廃車、戦車など多岐に亘り、さらに敵を掴んで投げることも可能となっている。

## ストーリー
2010年、原因不明の核爆発が続発しニューヨークは廃墟と化した。それから20年後、都市は復旧しつつあったが、突如として現れた拮抗勢力組織「BIG VALLEY」により、軍の出動による抵抗もむなしく都市は狂暴な組織によって支配された。事態を重く見た政府はある2人の男に「BIG VALLEY」の抹殺計画を依頼する。多額の報酬を受けられればどんな仕事も請け負う「CRUDE CUSTER」が「BIG VALLEY」抹殺のために動き出す事となった。

## 移植版
| No. | タイトル                         | 発売日                         | 対応機種        | 開発元              | 発売元             | メディア                         | 型式                 | 備考                 |
| --- | -------------------------------- | ------------------------------ | --------------- | ------------------- | ------------------ | -------------------------------- | -------------------- | -------------------- |
| 1   | クルードバスター Two Crude Dudes | 1992年2月28日 1992年 1993年5月 | メガドライブ    | イスコ オペラハウス | データイースト     | 8メガビットロムカセット          | T-13063 T-13026 1141 |                      |
| 2   | Data East Arcade Classics        | 2010年2月19日                  | Wii             | G1M2                | マジェスコ         | Wii用12cm光ディスク              | -                    | -                    |
| 3   | クルードバスター                 | 2010年5月18日                  | Windows         | ジー・モード        | D4エンタープライズ | ダウンロード （プロジェクトEGG） | -                    | メガドライブ版の移植 |
| 4   | Two Crude                        | 2018年7月5日 2019年1月31日     | Nintendo Switch | Flying Tiger        | Flying Tiger       | ダウンロード                     | -                    | アーケード版の移植   |

メガドライブ版
- 音楽は崎元仁が担当している。

## スタッフ
- ゲーム・デザイン：大谷明
- プログラム：井上隆明、秋山宗一
- キャラクター・デザイン：皆川一巳、長尾園美、海宝吉成、栗原映子、大江真徳、野田伸二、北原智江、藤原仁美、社本千佳、榎本和美
- 背景デザイン：野老雅典、橋本和典、金子篤、富樫秀一、井下正之、川村命、山口美佳、安達智生
- EX.デザイン：川口雅幸、角出裕、氏田政彦、小柳誠治、手塚政彦
- サウンド：原あづさ、吉田博昭、木内達也
- ハード：大木正己
- プロジェクト・リーダー：堀田巌
- スペシャル・サンクス：倉田和幸、札幌サテライト、仙台サテライト、その他の皆さん

## サウンドトラック
- クルードバスター・ミッドナイトレジスタンス（1990年8月21日、サイトロン1500シリーズ、規格番号PCCB-00039）
  - 『ミッドナイトレジスタンス』とのカップリング。アーケード版オリジナル楽曲を収録。
- RAP a de LIC（ラッパデリック）／ゲーマデリック（1992年7月17日、サイトロン・レーベル、規格番号PCCB-00090）
  - ゲーマデリックのアルバム。BGM 1「CRUDE BUSTER -THE LIFELINE OF NEW YORK-」のラップアレンジ曲「THE LIFELINE OF NEW YORK」を収録。
- バック イン ザ ゲーマデリック!! 〜データイースト アレンジ アルバム〜（サイトロン・ディスク、2006年9月20日、規格番号SCDC-00551 - 2）
  - ベストアルバム。アーケード版の「CRUDE BUSTER -THE LIFELINE OF NEW YORK-」と、アレンジ曲「THE LIFELINE OF NEW YORK」を収録。
- データイースト レトロゲームミュージック コレクション3（2012年2月29日、ティームエンタテインメント、規格番号KDSD-00533 - 4）
  - アーケード版オリジナル楽曲の新録版を収録。
- 〜Reunion〜 Live at Vuenos 2013.9.7／ゲーマデリック（2014年4月20日、自主制作、規格番号GAMA-0001）
  - 2013年9月7日に渋谷VUENOSで開催された再結成ワンマンライブのライブ・アルバム。ライブ版「CRUDE BUSTER -THE LIFE LINE OF NEW YORK-」を収録。
- Re:birth／ゲーマデリック（2017年4月29日、自主制作、規格番号GAMA-0003）
  - BGM 1「CRUDE BUSTER - THE LIFE LINE OF NEW YORK -」の新規アレンジバージョンを収録。
- クルードバスター オリジナル・サウンドトラック（2023年5月24日、CASSETRON、規格番号CTN-012）
  - アーケード版とメガドライブ版の全25曲を収録。

## 評価
メガドライブ版
ゲーム誌『ファミコン通信』の「クロスレビュー」では、6・7・6・5の合計で24点（満40点）になっている 。
ゲーム誌『メガドライブFAN』の読者投票による「ゲーム通信簿」での評価は以下の通りとなっており、20.40点（満30点）となっている。また、同雑誌1993年7月号特別付録の「メガドライブ&ゲームギア オールカタログ'93」では、「画面上のあらゆるものを持ち上げて投げるという、豪快な攻撃をすることができる」とゲーム性に関して肯定的なコメントで紹介されている。
| 項目 | キャラクタ | 音楽 | 操作性 | 熱中度 | お買得度 | オリジナリティ | 総合  |
| 得点 | 3.67       | 3.25 | 3.33   | 3.54   | 3.23     | 3.38           | 20.40 |
ゲーム本『メガドライブ大全』（2004年、太田出版）では、「豪快にモノが投げられる代わりに、素手のリーチがとても短く、ジャンプも途中で軌道が変えられるヘンテコさがDECOらしい」とゲーム性の問題点を指摘しているが、「体力の回復は、自動販売機に殴る蹴るの暴行をはたらいてコーラをかつ上げ」、「泣きながらぐるぐるパンチで突っかかる老博士（ラスボス）まで持ち上げられるラストは語り草だ」と演出面に関しては肯定的な評価を下している。